# Loretokapelle (Türkheim)

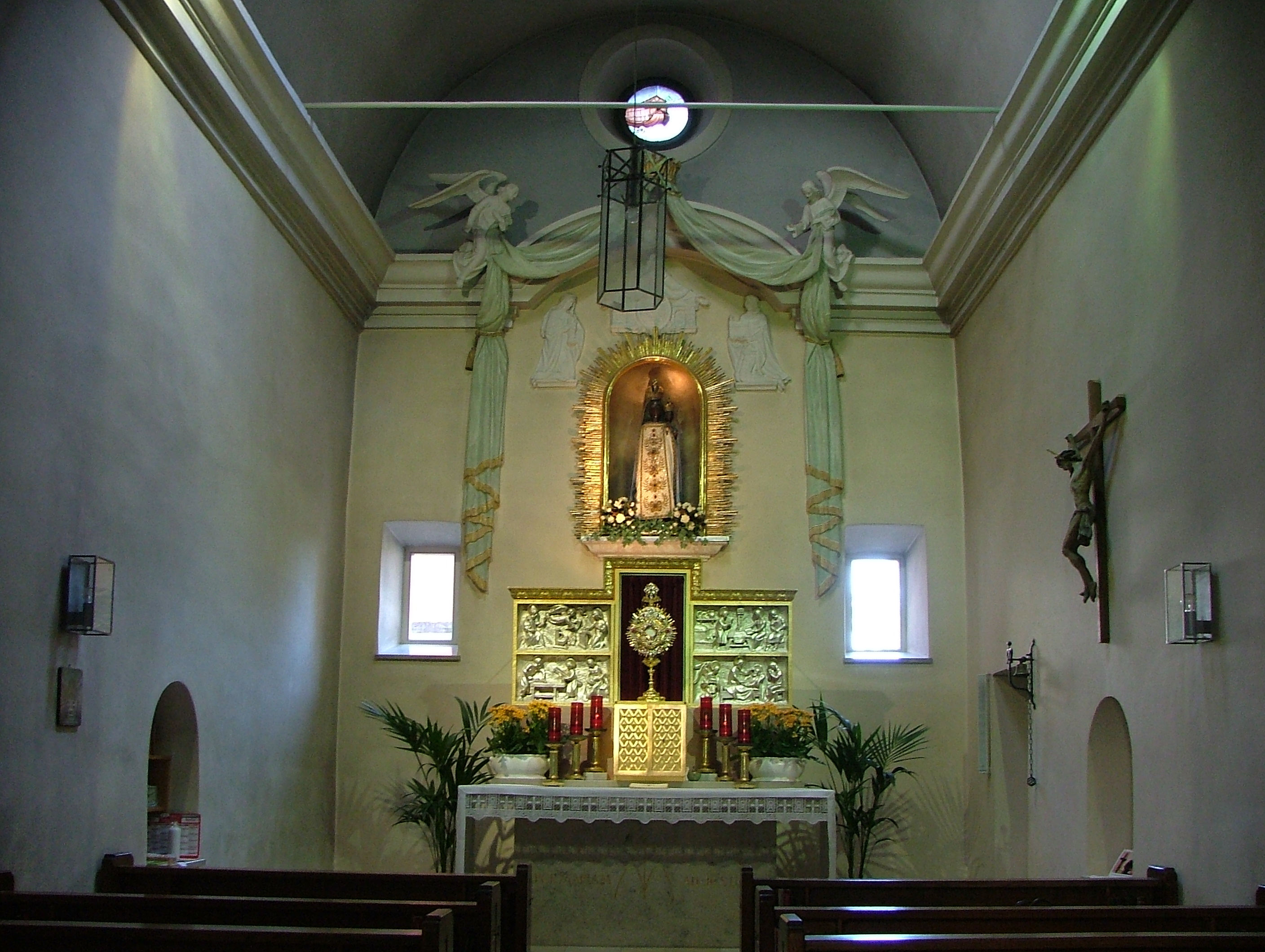
Loretokapelle in Türkheim

Die Loretokapelle ist eine kleine römisch-katholische Saalkirche in  Türkheim im schwäbischen Landkreis Unterallgäu. Die Loretokapelle steht zusammen mit der Kirche Mariä Unbefleckte Empfängnis unter Denkmalschutz.

## Geschichte
Die Loretokapelle ist eine Nachbildung des Wohnhauses der Heiligen Familie (Casa Santa) von Loreto. Im Jahr 1683 wurde die Kapelle auf Anweisung Herzogs Maximilian Philipp von Bayerns, durch den Baumeister Johann Schmutzer, errichtet und erhob diese zur Hofkapelle. Die Kapelle entwickelte sich schnell zu einer Wallfahrtsstätte, da auf dem Altar eine Nachbildung des Gnadenbildes der Originalkapelle in Loreto aufgestellt wurde. Am 4. April 1684 weihte Weihbischof Eustachius Egolf von Westernach die Kapelle ein. Das angrenzende Kapuzinerkloster, sowie die Kirche Mariä Unbefleckte Empfängnis wurden später errichtet. Die Grundsteinlegung für das Kloster erfolgte am 23. Oktober 1685, für die Kirche am 21. November 1685. Das Innere der Kapelle wurde mehrmals umgestaltet, so führte um 1760 Paul Gedler aus Türkheim Schreiner- und Bildhauerarbeiten für die Kapelle durch. Ihr heutiges Aussehen erhielt die Kapelle 1954 im Zuge einer Renovierung. Vorherige Restaurierungen und Renovierungen erfolgten 1830, 1878 und 1933.

## Architektur und Innenausstattung

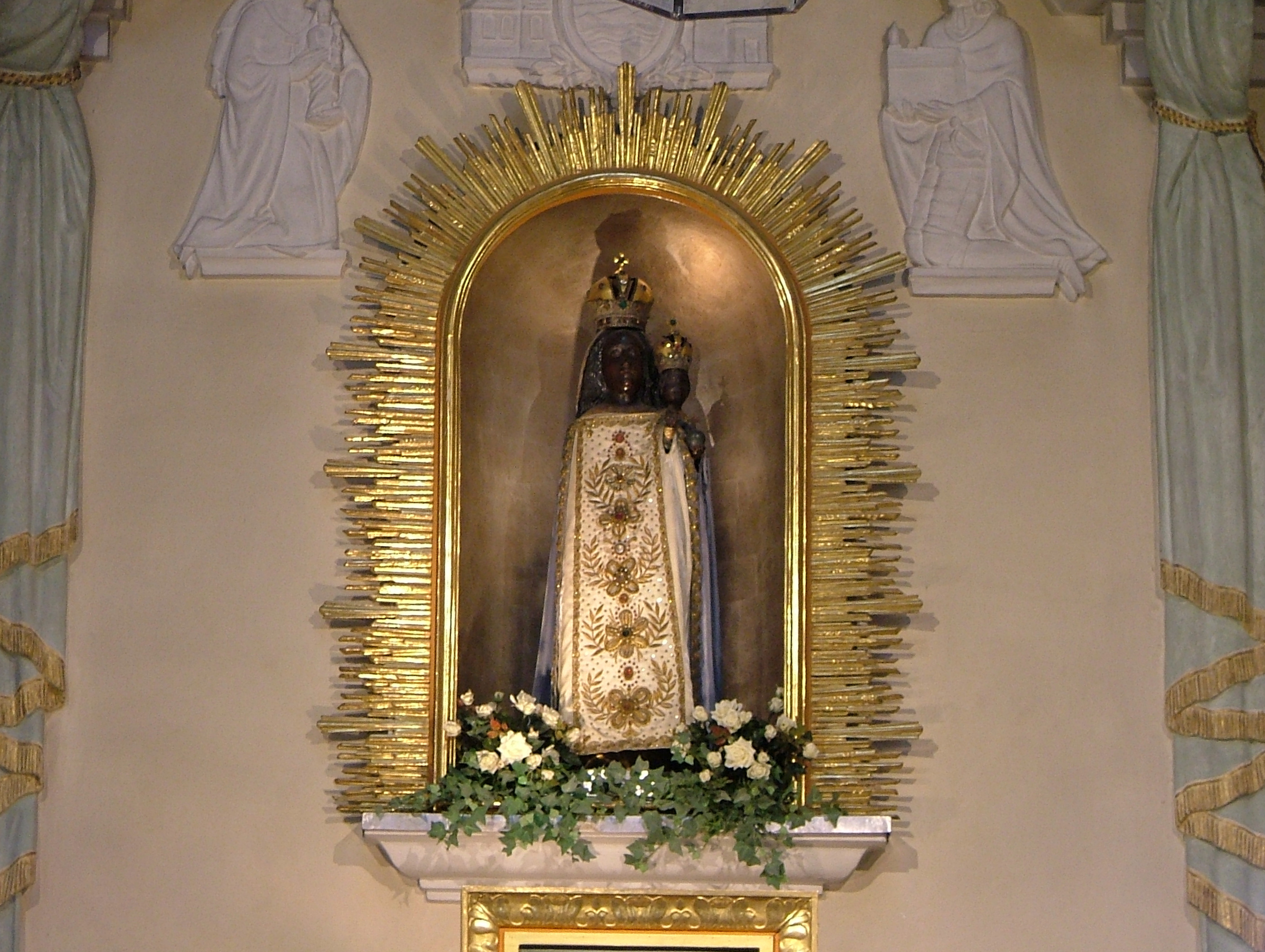
Gnadenbild mit Muttergottes, 17. Jahrhundert

In der Loretokapelle herrscht dämmriges Licht, denn nur kleine Fenster erhellen den Raum. Die Längenmaße entsprechen den Originalabmessungen von 9,25 × 4,1 m, bei einer Höhe von 5 m. In der Ostseite ganz oben ist das Engelsfenster. Durch ihn betrat, der Legende nach, der Erzengel Gabriel den Raum und verkündete die Botschaft. Über dem Altar befindet sich in einer Nische das Gnadenbild, eine Muttergottesfigur aus dem 17. Jahrhundert, mit einer Krone und von einem Strahlenkranz umgeben. Drei Jahrhunderte haben das Antlitz der Gottesmutter schwarz gefärbt. Über dem Gnadenbild knien das herzogliche Stifterpaar und darüber der Kapuzinerpater Marcus d`Aviano, der auf Einladung des Herzogs in Türkheim predigte. Für die immerwährende Anbetung des Allerheiligsten steht eine Monstranz auf dem Altar. Die Monstranz steht inmitten von vier Tafeln. Sie sind aus Silber getrieben und zeigen Szenen aus dem Leben der Heiligen Familie: Der Engel der Verkündigung erscheint. Das Mittagsmahl. Der Jesusknabe hift bei der Arbeit. Joseph stirbt.
Mehrere Votivbilder aus Blech sind in der Kapelle angebracht, unter anderem mit der Bezeichnung 31. Aug. 1872. Dieses stellt einen Bauernhof mit brennendem Nebengäube da, darüber das Gnadenbild. Ein weiteres Votivbild aus Blech stammt aus der Zeit um 1870. Er zeigt vermutlich eine Mühle mit brennenden Nebengebäuden und dem Gnadenbild. Eine Bauinschrift über der modernen Eingangstür verweist auf die Baudaten mit 1683, 1684 und 1954.

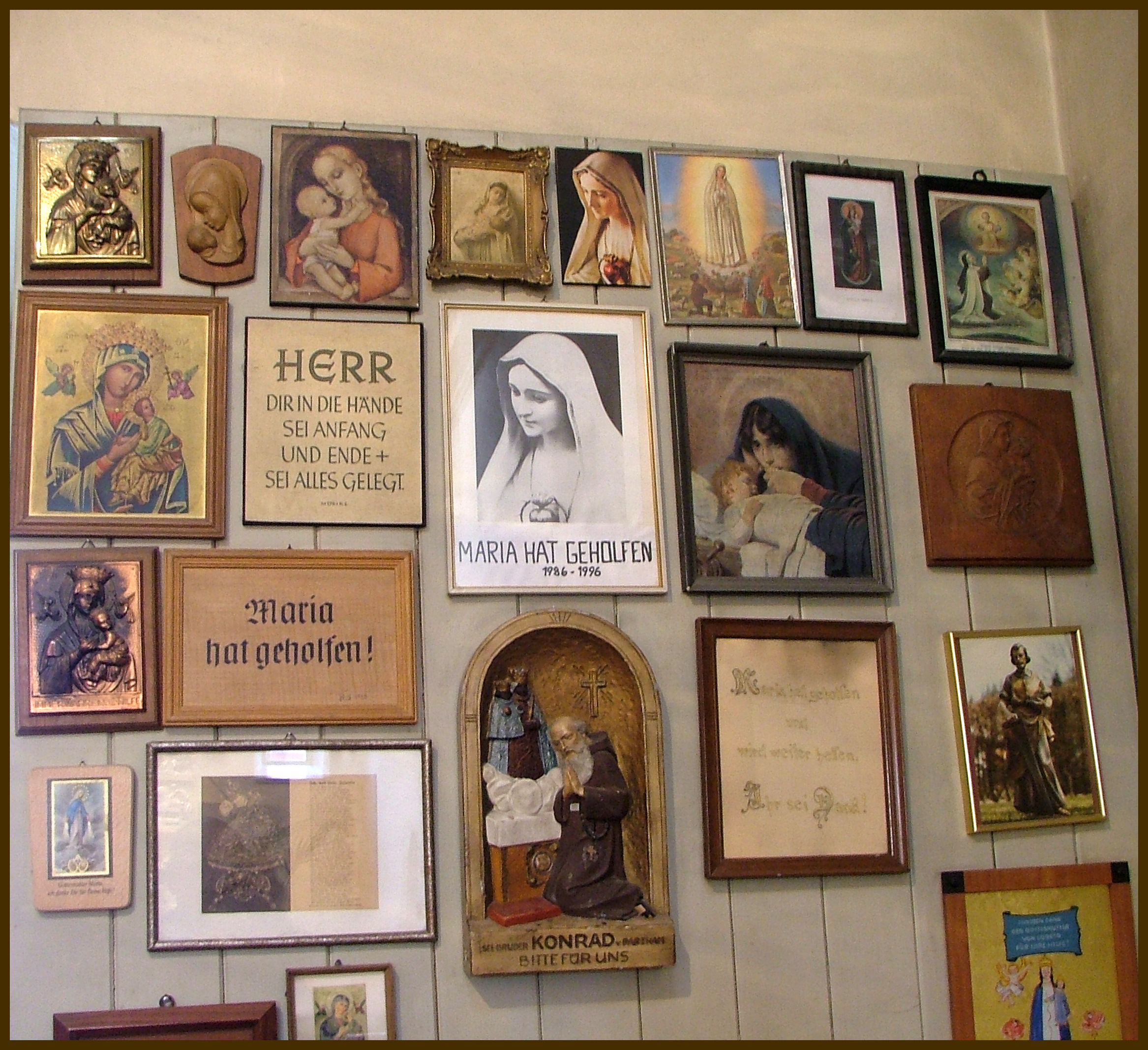
Auf der Rückseite der Kapelle Votivgaben
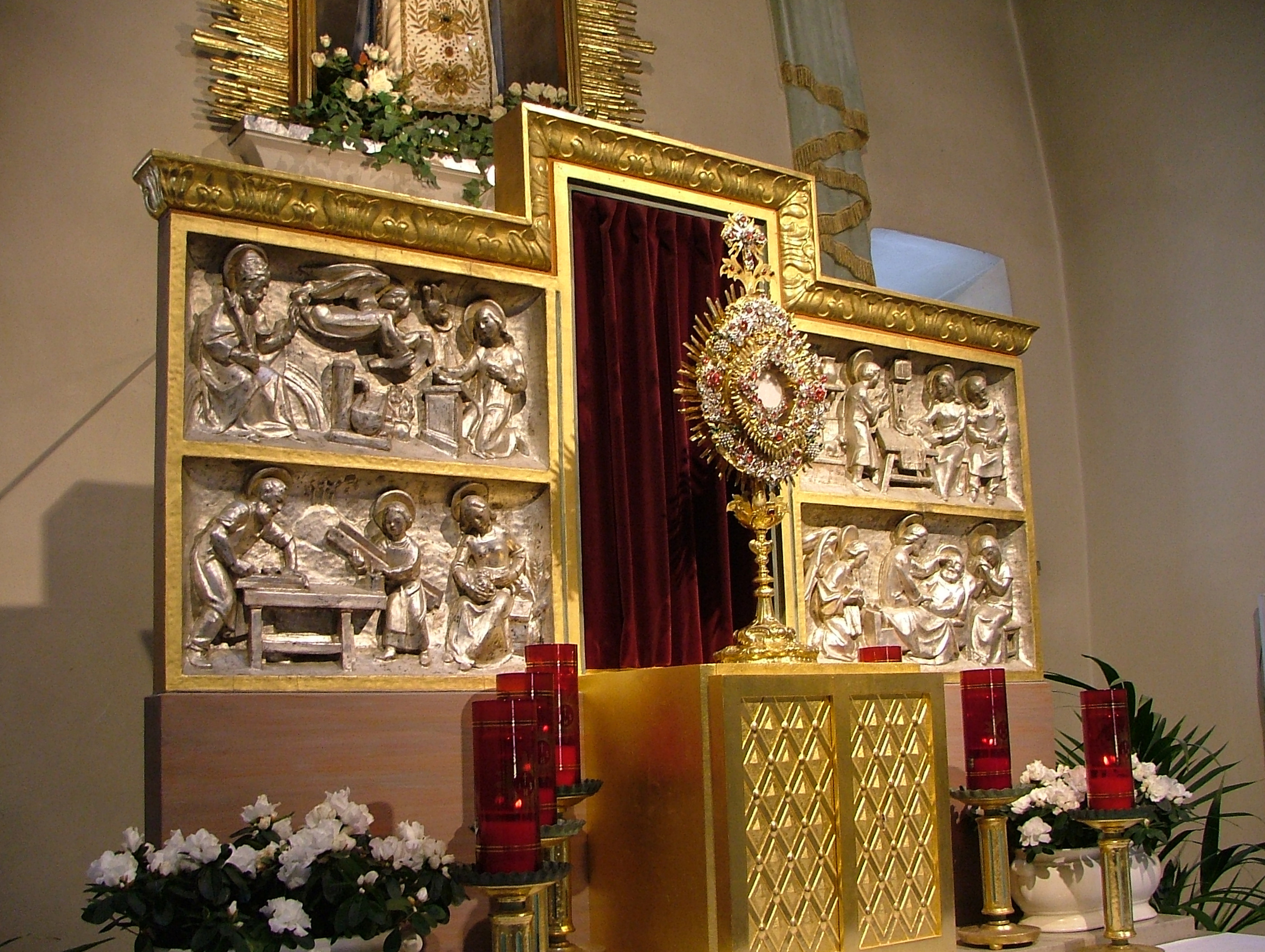
Vier in Silber getriebene Tafeln stellen das Leben der Heiligen Familie dar.
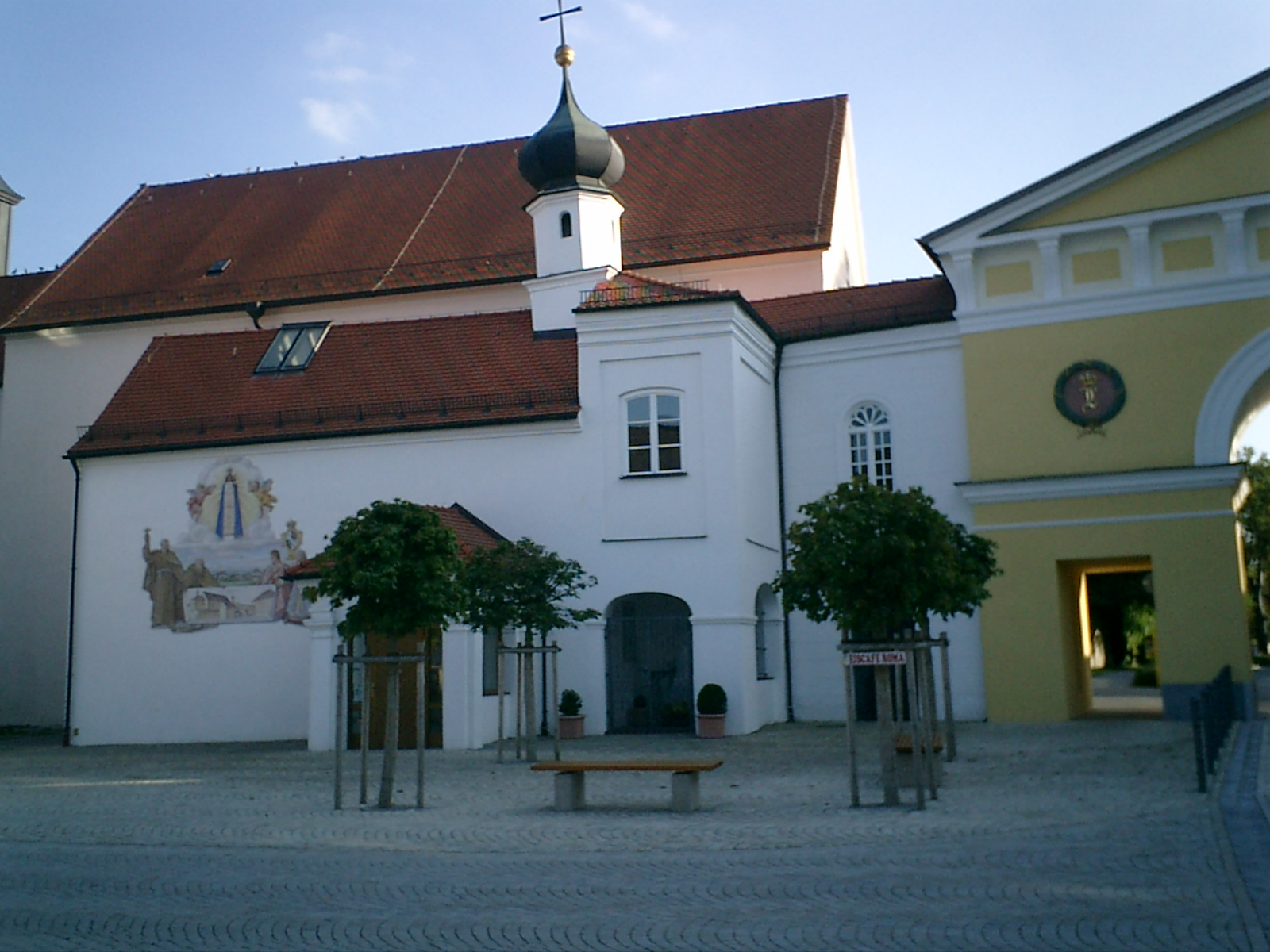
Kapuzinerkirche, Ludwigstor, Schloss und Loretokapelle bilden einen Baukomplex